# Oscilación térmica

Mapa de la oscilación térmica anual a nivel global.

La oscilación térmica o amplitud térmica es la diferencia numérica entre los valores máximos y mínimos de temperatura observado en un punto dado durante un período de tiempo (p. ej.: dado un día, un mes, un año o un siglo) o por la media (la media de todos los rangos de temperatura durante un período de tiempo). La variación en temperatura que ocurre entre el momento más caluroso del día y el momento más frío de la noche se le denomina variación de temperatura diurna.

## Parámetros que afectan a la oscilación
El valor de la oscilación térmica a nivel de suelo depende de los siguientes factores:
- La temperatura media
- La humedad media
- El régimen de vientos (intensidad, duración, variación, temperatura, etc.)
- La proximidad de grandes cuerpos de agua, como el mar.

Este dato, normalmente se utiliza en la investigación de la atmósfera y del océano de una zona geográfica determinada. En general, los climas que corresponden a zonas costeras o cercanas al mar presentan oscilaciones térmicas bajas, por los efectos moderadores o suavizadores de la masa hídrica. Por el contrario, los climas de zonas interiores o continentales suelen presentar una fuerte oscilación térmica tanto diaria como anual, con la excepción de las zonas de latitudes ecuatoriales o tropicales, dónde las altas temperaturas son constantes.
Puede considerarse como amplitud térmica insignificante a la menor de 5 °C, baja aquella inferior a 10 °C, media entre 10 a 18 °C, alta o superior a los 18 °C. 
Se suele distinguir entre la oscilación térmica anual y la diaria. 
La oscilación térmica anual insignificante es típica de la zona intertropical, de alrededor de 1 °C en el ecuador a una baja oscilación en zonas subtropicales, entre 5 °C y 8 °C. Se vuelve media en la zona templada y alta en latitudes mayores, de climas continentales, llegando a registrarse diferencias superiores a 30 °C en zonas de Siberia. En las proximidades de los polos esta vuelve a ser menor.
- El contenido de este artículo incorpora material de una entrada de la Enciclopedia Libre Universal, publicada en español bajo la licencia Creative Commons Compartir-Igual 3.0.